# 吹上浜 (兵庫県)

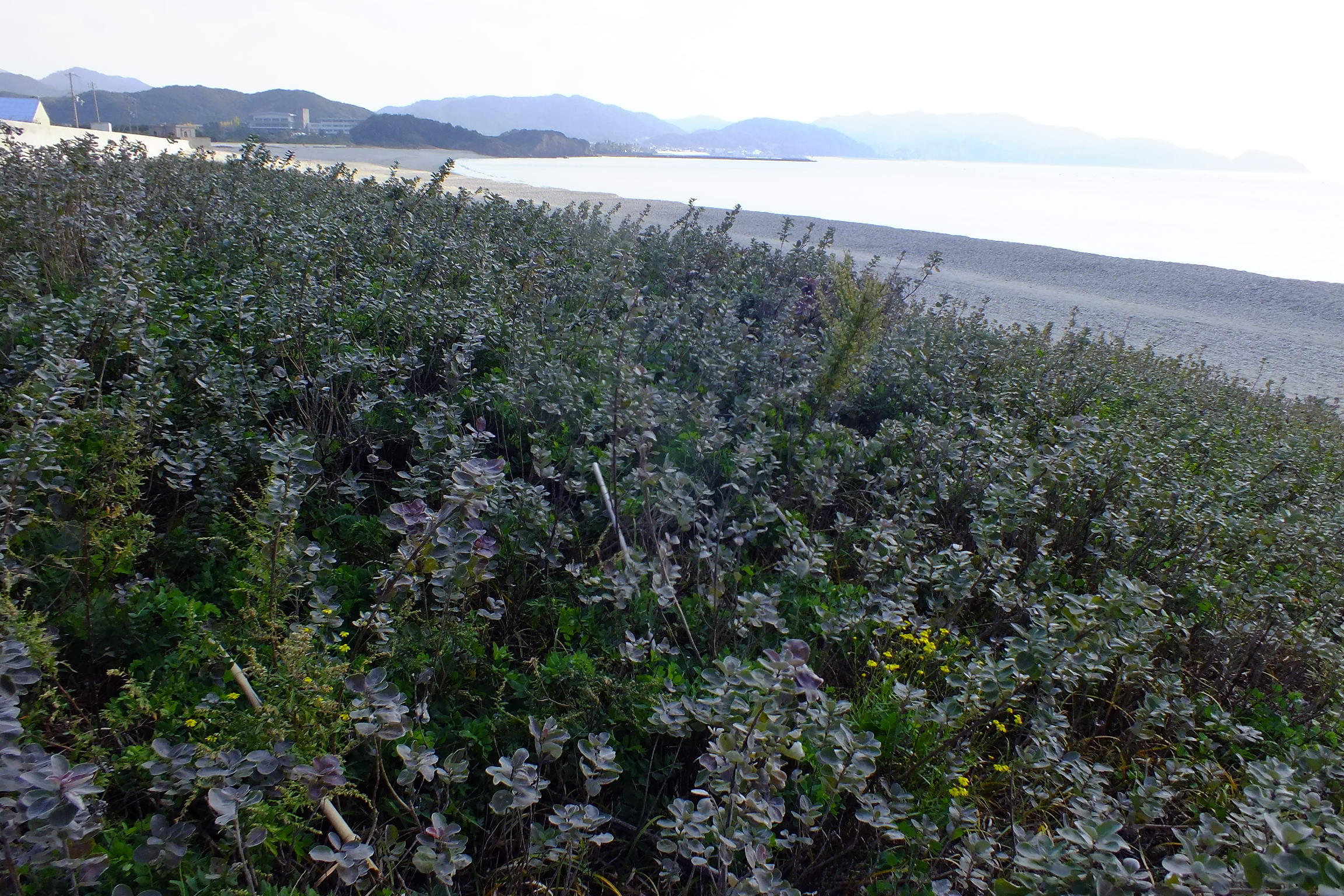
吹上浜は海浜植物をはじめ、貴重な植物や昆虫、水生生物、鳥類などが豊かな生態系を保っている。

吹上浜（ふきあげはま）は、兵庫県南あわじ市阿万吹上町に広がる砂浜の海岸。淡路島の中で最も南に位置する海岸の一つ。NHK連続テレビ小説「まんぷく」の聖地として淡路島の観光スポットともなっている。

## 概要
淡路島の南端に位置し、南に紀伊水道、西に鳴門海峡を望む海岸。西部には、日本の白砂青松100選に選ばれた松林が約 2kmにわたって続く。NHK連続テレビ小説「まんぷく」のオープニング（ヒロイン福子（安藤サクラ）が淡路島の海辺などで自由に動き回るタイトルバック映像）と泉大津の塩作りのロケ地に使用された。吹上浜は潮の流れが早く全面的に「遊泳禁止」となっている。また、釣りのメッカとしても知られ、特にシロギス釣りでは有名である。

### 生態系
海浜植物をはじめ、貴重な植物や昆虫、水生生物、鳥類などが生息する。

### 蓮痕
南あわじ市2例目の海底の波跡の化石である「蓮痕」が発見され、やわらかい凹凸模様が見られる。高さ約 10ｍ、幅約5ｍにわたり、海底であったと推測されている。

### 吹上浜キャンプ場
白砂青松の豊かな自然環境を活かしたオートキャンプ場が開設されており、特に夏場の海水浴シーズンには、島内外から多くのキャンパーでにぎわう。敷地の8割程度が平地にで、2割は海を見渡せるやや起伏のある高台になっている。受付では、炭、薪、蚊取り線香のほか、時期によっては特産の玉ねぎの販売も行われる。24時間使用可能な温水シャワーあり。

#### 所在地
兵庫県南あわじ市阿万吹上町113番地1

## 交通アクセス

### 自動車
神戸淡路鳴門自動車道西淡三原インターチェンジから、兵庫県道31号、兵庫県道76号を南下、兵庫県道25号へ。車で 30 分。